# طردشده (بازی ویدئویی)
طردشده یک بازی استراتژیک در سبک شهر سازی است که بر روی مدیریت منابع و نجات عده‌ای مردم که از وطن خود تبعید شده‌اند، تمرکز می‌کند.

## گیم پلی
بازیکن در این بازی باید تلاش کند تا افرادی را که در مکان دورافتاده‌ای قصد شروع زندگی جدیدی دارند را مدیریت کند به طوری که پیشرفت کرده و به زوال دچار نگردند. در این بازی مردم دهکده متولد می‌شوند، پیر می‌شوند، کار می‌کنند و بالاخره می‌میرند. بازیکن باید سعی کند آنان را خوشحال نگه دارد و سلامتی و آذوقه‌شان را تأمین کند. خطراتی از جمله آتش‌سوزی، افسردگی، قحطی و پیری جمعیت دهکده را تهدید می‌کند.

## عرضه
بازی در ۲۸ فوریه ۲۰۱۴ از طریق استیم، جی‌اوجی، هامبل باندل و دانلود دیجیتال از سایت سازنده در دسترس قرار گرفت.

### نقدها
بازی نقدهای مثبتی را دریافت کرد و توانست در وبسایت متاکریتیک متوسط نمره ۷۳ از ۳۱ نقد (۱۶ نقد مثبت، ۱۴ متوسط و تنها یک نقد منفی) را از آن خود نماید در حالی که متوسط امتیاز کاربران این سایت به بازی با ۹۷ نقد، ۸۲ است.